# Вайсвайль
Вайсвайль (нім. Weisweil) — громада в Німеччині, знаходиться в землі Баден-Вюртемберг. Підпорядковується адміністративному округу Фрайбург. Входить до складу району Еммендінген.
Площа — 19,09 км2. Населення становить 2142 ос. (станом на 31 грудня 2020).